# 1984年サラエボオリンピックのノルディック複合競技
1984年サラエボオリンピックのノルディック複合競技（1984ねんサラエボオリンピックのノルディックふくごうきょうぎ）はサラエヴォ市で1984年2月11日、2月12日に行われた。

## 競技の結果

### 個人P70/15km
- 前半ジャンプ1984年2月11日
- 後半クロスカントリー1984年2月12日

| 順位 | 国・地域     | 氏名                             | 記録                      |
| ---- | ------------ | -------------------------------- | ------------------------- |
| 金   | ノルウェー   | トム・サントベルク               | 422.595（JP1位、CC2位）   |
| 銀   | フィンランド | ユーコ・カルヤライネン           | 416.900（JP15位、CC1位）  |
| 銅   | フィンランド | ユッカ・ユリプリ                 | 410.825（JP5位、CC5位）   |
| 4    | フィンランド | ラウノ・ミエッティネン           | 402.970（JP6位、CC9位）   |
| 5    | 西ドイツ     | トーマス・ミュラー               | 401.995（JP3位、CC12位）  |
| 6    | ソビエト連邦 | アレキサンドル・プロスヴィルニン | 400.185（JP13位、CC6位）  |
| 7    | 東ドイツ     | ウヴェ・ドーツァウアー           | 397.780（JP12位、CC7位）  |
| 8    | 西ドイツ     | ヘルマン・ヴァインブーフ         | 397.380（JP10位、CC10位） |
| 9    | オーストリア | クラウス・ズルツェンバッハ       | 394.570（JP7位、CC14位）  |
| 10   | オーストリア | ガイル・アンデシェン             | 393.155（JP8位、CC18位）  |